# Droit arménien

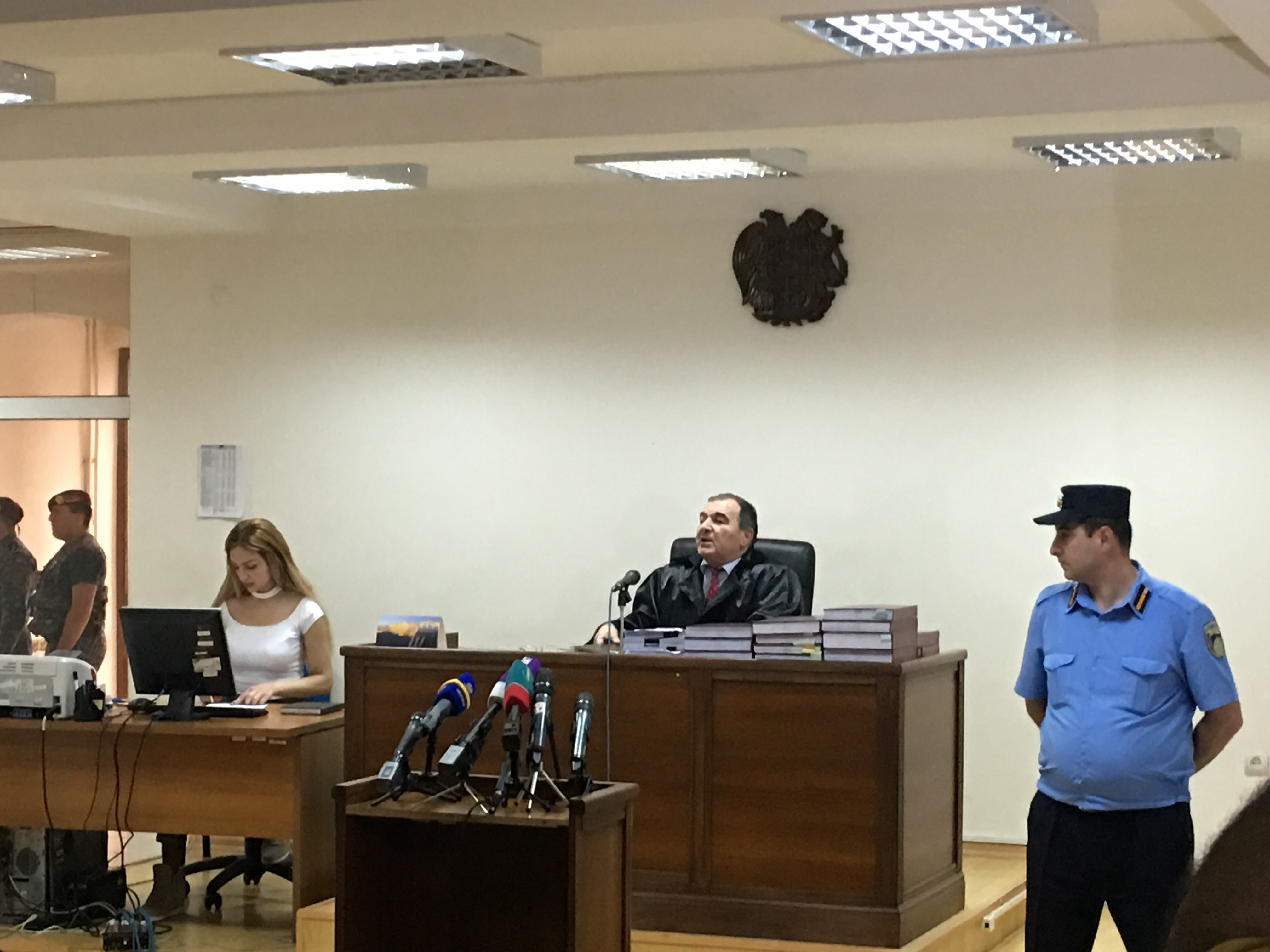
Un procès en 2018 dans la capitale.

Le droit arménien est le droit de tradition civiliste appliqué en Arménie.

## Histoire
Des formes de droit canonique spéciales sont appliquées par l'Église arménienne dès le Ve siècle, et elle est à l'époque une importante puissance juridictionnelle pour les gens arméniens. Durant toute l'Antiquité tardive, l'Arménie appartient à l'empire romain et à l'empire perse, mais cultive néanmoins des particularités juridiques.
L'œuvre du juriste Mkhitar Goch au XIIe siècle a eu une influence significative sur les développements du droit arménien, y compris au sein de la diaspora. Alors que les évolutions juridiques dans l'Arménie de cette époque tendent plutôt vers une codification des coutumes, le droit du Royaume arménien de Cilicie développe des logiques davantage étatiques.
Pour les communautés arméniennes bénéficiant de systèmes du type des millets, le droit arménien est appliqué comme un statut personnel et se conjugue avec les autres ordres juridiques en présence.

## Sources du droit

### Constitution
La Constitution de la République d'Arménie est la norme suprême du pays,.
L'article 14 de la Constitution de 1995 crée un droit de retour, c'est-à-dire que les « individus d'origine arménienne peut acquérir la citoyenneté arménienne par une procédure simplifiée »[Information douteuse]. Cette disposition est conforme à la Déclaration d'indépendance de l'Arménie publiée par le Soviet suprême de la République d'Arménie en 1989 et qui déclarait, en son article 4, que « les Arméniens vivant à l'étranger bénéficient de la citoyenneté de la République d'Arménie ».

### Traités internationaux
L'article 6 paragraphe 4 dispose que « les traités internationaux font partie intégrante du système juridique de la République d'Arménie. Si les traités internationaux ratifiés stipulent des normes contraires aux dispositions de la loi, les normes des traités internationaux l'emportent. Les traités internationaux non conformes à la Constitution ne peuvent être ratifiés ».

### Législation
Les lois sont adoptées par l'Assemblée nationale et doivent être conforme à la Constitution et aux traités.
Une particularité de législation arménienne est de ne pas toujours obéir au principe selon lequel les lois les plus récentes remplacent les plus anciennes.

## Organisation de la justice

### Organisation judiciaire
La Constitution de la République d'Arménie se compose de tribunaux de première instance, de Cour d'appel et d'une Cour de cassation. Les juges des tribunaux et des Cour d'appel sont apparus lors de la mise en place d'un nouveau système judiciaire en janvier 1999. Les juges sont sélectionnés par le ministre de la justice, le Conseil de justice et le président, à la suite d'un examen et d'entretiens. À moins que leur fonction leur soit retirée en cas de situations graves, ils exercent leurs fonctions à vie.

### Cour constitutionnelle
La Cour constitutionnelle peut contrôler la constitutionnalité des lois, approuver les traités internationaux et régler les contentieux électoraux. Elle prend connaissance des cas soulevés par le président, par deux tiers des membres de l'Assemblée ou lorsqu'un candidat la saisit à la suite d'une élection législative ou présidentielle. Le président nomme 4 des neuf juges.

### Conseil de justice
Le Conseil de justice est établi par la Constitution et comprend le procureur général, le ministre de la justice et quatorze autres membres nommés par le Président. Le Conseil nomme et dirige les juges des tribunaux et des Cours d'appel. Un poste de président du Conseil de justice a été créé pour contrebalancer l'influence du ministre de la justice et améliorer l'indépendance du système judiciaire.

## Compléments